# Clarínia
Clarínia é um distrito do município brasileiro de Santa Cruz do Rio Pardo, no interior do estado de São Paulo.

## História

### Formação administrativa
- Distrito criado pelo Decreto-Lei n° 14.334 de 30/11/1944, com o povoado de Santa Clara mais terras dos distritos de Rio Turvo (atual Espírito Santo do Turvo) e Santa Cruz do Rio Pardo (sede)[3].

## Geografia

### Demografia

#### População urbana
| Crescimento população urbana | Crescimento população urbana | Crescimento população urbana | Crescimento população urbana |
| Censo                        | Pop.                         |                              | %±                           |
| ---------------------------- | ---------------------------- | ---------------------------- | ---------------------------- |
| 1950                         | 111                          |                              | —                            |
| 1960                         | 67                           |                              | −39,6%                       |
| 1970                         | 36                           |                              | −46,3%                       |
| 1980                         | 39                           |                              | 8,3%                         |
| 1991                         | 17                           |                              | −56,4%                       |
| 2000                         | 12                           |                              | −29,4%                       |
| 2010                         | 3                            |                              | −75,0%                       |
| Fonte: IBGE e Fundação SEADE |                              |                              |                              |

#### População total
Pelo Censo 2010 (IBGE) a população total do distrito era de 206 habitantes.

### Área territorial
A área territorial do distrito é de 215,966 km².

## Serviços públicos

### Registro civil
Atualmente é feito na sede do município, pois o Cartório de Registro Civil das Pessoas Naturais do distrito foi extinto pela Resolução nº 1 de 29/12/1971 do Tribunal de Justiça do Estado de São Paulo, e seu acervo foi recolhido ao cartório do distrito sede.
Pela Resolução nº 2 de 15/12/1976 do Tribunal de Justiça do Estado de São Paulo o acervo de seu antigo cartório foi transferido para o cartório do distrito de Espírito Santo do Turvo.

### Saneamento
O serviço de abastecimento de água é feito pela Companhia de Saneamento Básico do Estado de São Paulo (SABESP).

### Energia
A responsável pelo abastecimento de energia elétrica é a CPFL Santa Cruz, distribuidora do grupo CPFL Energia.

## Religião
O Cristianismo se faz presente no distrito da seguinte forma:

### Igreja Católica
- A igreja faz parte da Diocese de Ourinhos[14].